# Ryōga Satō
Ryōga Satō (japanisch 佐藤 凌我 Satō Ryōga; * 20. Februar 1999 in Fukuoka) ist ein japanischer Fußballspieler.

## Karriere
Ryōga Satō erlernte das Fußballspielen in der Schulmannschaft der Higashi Fukuoka High School sowie in der Universitätsmannschaft der Meiji-Universität. Von September 2020 bis Saisonende wurde er an Tokyo Verdy ausgeliehen. Der Verein, der in der Präfektur Tokio beheimatet ist, spielte in der zweiten japanischen Liga, der J2 League. Nach der Ausleihe wurde er im Februar 2021 fest von Verdy unter Vertrag genommen. Sein Zweitligadebüt gab Ryōga Satō am 28. Februar 2021 im Heimspiel gegen den Ehime FC. Hier wurde er in der 90.+1 Minute für Junki Koike eingewechselt. Nach insgesamt 82 Zweitligaspielen wechselte er im Januar 2023 in die erste Liga. Hier schloss er sich Avispa Fukuoka an. Nach zwei Spielzeiten, in denen er 45 Ligaspiele bestritt, wechselte er im Januar 2025 zum Zweitligisten Júbilo Iwata.